# Julia Antonelli
Julia Antonelli (* 7. Mai 2003 in Virginia) ist eine US-amerikanische Schauspielerin und Sängerin.

## Leben
Antonelli kam im Jahr 2003 in Virginia zur Welt. Bekannt ist sie durch die Rolle der Jessie Novoa, der kleinen Schwester von Jax aus der Serie Emma, einfach magisch!. Sie ist auch in der Serie Magie Akademie zu sehen, wo sie ebenfalls in der Rolle der Jessie Novoa mitgewirkt hat. In der Netflix-Serie Outer Banks verkörpert sie die Rolle der Wheezie.

## Filmographie
- 2015: Emma, einfach magisch! (Fernsehserie)
- 2016: Magie Akademie (Fernsehserie)
- 2017: Trouble
- seit 2019: Outer Banks
- 2023: Beau Is Afraid